# Masques
Masques é um filme francês com elementos que mesclam comédia e thriller dirigido por Claude Chabrol, lançado no ano de 1987. Foi inscrito no 37º Festival Internacional de Cinema de Berlim, sendo um dos três filmes representantes da França na edição.

## Enredo
Roland Wolf (Robin Renucci), um jovem jornalista, foi convidado por Christian Legagneur (Philippe Noiret), a pretexto de escrever sua biografia, pois é um notório apresentador de televisão e gostaria de ter seu nome marcado na literatura.  
Na realidade, Wolf infiltra-se na vida de Legagneur visando encontrar algum vestígio de sua irmã Madeleine, desaparecida misteriosamente. Madeleine foi amiga de Catarina (Anne Brochet), afilhada de Legagneur, que definhava, vítima de uma estranha doença. 

## Elenco
Compõe o elenco do filme: 
| Ator                      | Personagem            | Ref.        |
| ------------------------- | --------------------- | ----------- |
| Philippe Noiret           | Christian Legagneur   | [ 4 ] [ 5 ] |
| Robin Renucci             | Roland Wolf           | [ 4 ] [ 5 ] |
| Bernadette Lafont         | Patricia (massagista) | [ 4 ] [ 5 ] |
| Monique Chaumette         | Colette (governanta)  | [ 4 ] [ 5 ] |
| Anne Brochet              | Catherine             | [ 4 ] [ 5 ] |
| Roger Dumas               | Manu                  | [ 4 ] [ 5 ] |
| Pierre-François Dumeniaud | Max                   | [ 4 ] [ 5 ] |
| Pierre Nougaro            | Gustave               | [ 4 ] [ 5 ] |
| Renée Dennsy              | Émilie                | [ 4 ] [ 5 ] |
| Yvonne Décade             | Antoinette            | [ 4 ] [ 5 ] |
| Blanche Ariel             | Rosette               | [ 4 ] [ 5 ] |
| René Marjac               | Maurice               | [ 4 ] [ 5 ] |
| Paul Vally                | Henry                 | [ 4 ] [ 5 ] |
| Denise Pezzani            | Sra. Lemonier         | [ 4 ] [ 5 ] |

## Recepção
No agregador de críticas, Rotten Tomatoes, possui aprovação de 67% do público em geral. Na crítica especializada, a recepção dividiu-se entre os especialistas em cinema. 
O jornal britânico Time Out London, "Chabrol enquadra a disputa verbal com precisão característica, mas a trama sutil sofre de excesso de polidez e falta de paixão fervorosa." O crítico Terrence Rafferty escreveu para o periódico estadunidense, The New York Times, que "algo praticamente inédito na vasta filmografia de Chabrol: um thriller que satisfaz as expectativas do público de um thriller, incluindo até a esperança infantil de que o bem será recompensado e o mal punido", e acrescentou "embora o suspense seja habilmente projetado, você não pode deixar de sentir o aborrecimento do Sr. Chabrol com isso."
O importante crítico Jonathan Rosenbaum, assinou em sua coluna na Chicago Reader que o filme é uma "diversão boa, útil, quase 'Hitchcockiana', mas não especialmente memorável." Já Craig Williams no site do British Film Institute, foi mais positivo: "A ideia da máscara burguesa escondendo impulsos assassinos prevalece em todo o trabalho do diretor, mas há um traço de autoconsciência em Masques... que o marca como um de seus melhores filmes dos anos 80."

## Prêmios e indicações
| Ano  | Premiação                                      | Categoria                        | Recipiente(s)     | Resultado | Ref.   |
| ---- | ---------------------------------------------- | -------------------------------- | ----------------- | --------- | ------ |
| 1987 | 37º Festival Internacional de Cinema de Berlim | Selecionado para exibição        |                   |           | [ 3 ]  |
| 1988 | César                                          | César de melhor atriz secundária | Bernadette Lafont | Indicada  | [ 11 ] |
| 1988 | César                                          | César de melhor atriz revelação  | Anne Brochet      | Indicada  | [ 12 ] |